# Цветан Тотомиров
Цветан Младенов Тотомиров е висш български армейски офицер, началник на Генералния щаб на Българската армия от 2 септември 1994 г. до 11 юни 1997 г.
Роден е на 14 април 1943 г. в село Раброво, област Видин.
Женен, има две деца.

## Образование
През 1966 г. завършва Висшето народно военно училище „В. Левски“ във Велико Търново с профил мотострелкови. През 1975 г. завършва Военна академия „Г.С. Раковски“ в София. През 1986 г. завършва Военната академия на Генералния щаб на СССР „К. Е. Ворошилов“ в Москва.

## Военна кариера

### Военна служба
Преминава през всички командни длъжности в Българската армия. На 11 юни 1997 г. е освободен от длъжността началник на ГЩ на Българската армия. На 26 февруари 2001 г. е освободен от кадрова военна служба.
- 1966 -1969 г. – командир на мотострелкови взвод в 5 мср на 12 мсп, гр. Елхово;
- 1969 -1972 г. – командир на 5-а мотострелкова рота в 12 мсп, гр. Елхово;
- 1972 -1975 г. – слушател във ВА „Раковски“, гр. София;
- 1975 -1977 г. – командир на отделен мотострелкови батальон в 24 тбр, гр. Айтос;
- 1977 -1981 г. – командир на 12 мсп, гр. Елхово;
- 1981 -1984 г. – заместник на командира на 7 мсд, гр. Ямбол;
- 1984 -1986 г. – слушател във ВА на ГЩ „Ворошилов“, гр. Москва;
- 1986 -1987 г. – командир на 7 мсд, гр. Ямбол;
- 1987 -1990 г. – заместник на командващия на 3 армия, гр. Сливен;
- 1990 -1991 г. – заместник на началника на ВА „Г.С. Раковски“, гр. София;
- 30 август 1991 – 14 май 1993 г. – командващ на 3 армия, гр. Сливен;
- 12 май 1993 – 2 декември 1994 г. – командващ на Сухопътните войски, гр. София;
- 2 септември 1994 – 11 юни 1997 г. – началник на Генерален щаб на БА;
- 1997 – 2001 г. – съветник по националната сигурност на Президента на Република България
- 2001 – излиза в запас и започва преподавателска дейност
- 2006 – Снет на 14 април от запаса поради навършване на пределна възраст за генерали 63 г.

### Военни звания
- 1 септември 1961 г. – курсант;
- 26 септември 1966 г. – инженер-лейтенант;
- 1 септември 1969 г. – старши лейтенант;
- 20 септември 1973 г. – капитан;
- 2 април 1977 г. – майор;
- 8 септември 1982 г. – подполковник;
- 1 септември 1986 г. – полковник;
- 8 август 1991 г. – генерал-майор;
- 11 май 1993 г. – генерал-лейтенант;
- 2 септември 1994 г. – генерал-полковник

## Трудове

### Книги
- „Българската армия в условията на преход“, Издателство на Министерството на отбраната „Св. Г. Победоносец“, София, 1997;
- „Живот по гарнизони“, „Военно издателство“ ЕООД, София, първо издание 2006 г., второ издание 2007 г.;
- „Заветът на предците - летопис за село Раброво“, „Военно издателство“ ЕООД, София, 2010 г.
- „Само Ти, войнико неизвестни...", издателство ВТС, Троян, първо издание 2015, второ издание 2016 г.
- „Заветът на предците - фамилиите на село Раброво“ издателство ВТС,Троян,2020г.

### Статии
- „Качественият и ефективният учебен процес – условие за успехите“ (1981);
- „Командирът и неговият авторитет“ (1981);
- „Особености при подготовката на отбранителния бой в планинско-гориста местност нощем“ (1988);
- „Светлинното осигуряване на настъпателния бой“ (1990);
- „По някои въпроси на отбраната нощем“ (1991);
- „По някои въпроси на оттеглянето“ (1993);
- „Прикриване на държавните граници с неучастващи във войната държави“ (1993);
- „Реформите в сухопътните войски – история, настояще, перспективи“ (1994);
- „Бой в населен пункт“ (1994);
- „Професионална армия – проблеми и перспективи“ (1995);
- „Държавата е в дълг към младите офицери“ (1995);
- „По някои въпроси на възпитателната работа“ (1995);
- „Към младите офицери – с повече грижи и внимание“ (1995);
- „Докажете таланта на българина да бъде добър войник“ (1996);
- „Офицерът трябва да се доказва“ (1996);
- „Проблеми на оперативната подготовка и възможни пътища за решаването им“ (1996);
- „Контранастъпателната операция“ (1996);
- „Учебните центрове – нова и ефективна форма на обучение и възпитание на младите войници“ (1997);
- „Реформата в армията никога не е спирала“ (1997);
- „Полковник Дрангов остана в полето на безсмъртието“ (1997);
- „Национална сигурност в съвременни условия“ – 1999 г.;
- „Възможна ли е гражданска война“ – 2000 г.;
- „Военната реформа – 15 години по-късно“ – 2006 г.;
- „Време е параламентът да върне престижа на военнослужещите (пропуснатите уроци немилостиво си отмъщават)“ – 2008 г.;
- „За кой ли път армията е забравена“ – 2009 г.;
- „Командирът трябва да е лидер“ – 2009 г.;
- „С какво заместихме казармата“ – 2010 г.;
- „Много вожд малко идеи“ – 2010 г.;
- „Забравихме ли професионалната военна етика“ – 2010 г.;
- „Нужно ли е (все още) „Военно съзнание“ на военнослужещите“ – 2011 г.;
- „Има ли офицерът професионална мотивация?“ – 2012 г.;
- „На къде отиваме?“ – 2013 г.;
- „Готови ли сме да защитим отечеството“ – 2014 г.;
- „Какво ни готви утрешният ден! Апокалипсис или устойчива хармония“ – 2014 г.;
- „Военна сигурност-настояще и бъдеще“ – 2015 г.;
- „Психологична опасност-източници и значение за националната сигурност“ – 2015 г.;
- „Етнически конфликти-голямото зло на планетата“ – 2015 г.;
- „Психологичното оръжие – чудо загадка или реалност“ – 2015 г.;
- „Апокалипсис или устойчива хармония“ – 2015 г.;
- „Армията срещу тероризма“ – 2016 г.
- „От думи към дела! За да се обединим, трябва да се променим!“ -2018г.
- „За никой не е без значение бъдещето!“- 2018г.
- „На къде отиваме?“ - 2019г.
- „Трябва да помислим и за младшите офицери!“ - 2018г.
- „Процесът на цивилизацията не трябва да се отрича.....“ - 2020г.
- „Ще се върне ли наборната служба ?“ - 2020г.
- „Готови ли сме за новите предизвикатества на бъдещето?“- 2020г.